# Protambulyx fasciatus
Protambulyx fasciatus är en fjärilsart som beskrevs av Gehlen. 1928. Protambulyx fasciatus ingår i släktet Protambulyx och familjen svärmare. Inga underarter finns listade i Catalogue of Life.